# Julijan Tatomyr
Julijan Tatomyr, ukr. Юліян Татомир, pol. Julian Tatomyr (ur. w 1883, zm. 26 marca 1946 w Salzburgu) – ukraiński polityk i działacz społeczny, oświatowy i spółdzielczy w Galicji, senator II kadencji w II RP, ksiądz greckokatolicki, proboszcz we wsi Łąka nad Dniestrem (pow. Sambor).
Został wyświęcony w 1908. W latach 1909–1917 był wikarym w Samborze, później katechetą samborskiego gimnazjum (1917–1919), wikarym w Torhanowicach (1919–1925), proboszczem w Łące (1925–1929), dziekanem łąckim (1927–1929), proboszczem w Łużku Górnym (1929–1939).
W wyborach parlamentarnych w 1928 roku został senatorem II kadencji (1928–1930) z ramienia Ukraińskiego Zjednoczenia Narodowo-Demokratycznego, wybrany w województwie lwowskim.
W latach 1939–1941 był przewodniczącym Ukraińskiego Komitetu Pomocy w Przemyślu, później został szefem wydziału młodzieży Ukraińskiego Komitetu Centralnego. 30 czerwca 1941 uczestniczył we Lwowie w uroczystości proklamowania niepodległej Republiki Zachodniej Ukrainy, po czym powrócił na stanowisko proboszcza we wsi Łąka. Latem 1944 wyjechał z rodziną razem z cofającym się frontem niemieckim. Przez Słowację i Węgry dotarł do Austrii, gdzie się osiedlił.
Po śmierci został pochowany na miejscowym cmentarzu komunalnym w Salzburgu, skąd jego rodzina w 1974 ekshumowała jego szczątki i przewiozła do Stanów Zjednoczonych, na cmentarz St. Mary Ukrainian Catholic Cemetery, Fox Chase w Pensylwanii.